# Choylin Yim Douglas
Choylin Yim Douglas est une femme politique salomonaise.

## Biographie
Elle est directrice administrative et financière de l'entreprise familiale de cimenterie Douglas Concrete, dont son époux est le président directeur général. 
Elle se présente comme candidate sans étiquette dans la circonscription des îles Ngella aux élections législatives de 2014 et recueille 22 % des voix, terminant deuxième derrière le député sortant Bartholomew Parapolo. À nouveau candidate indépendante aux élections de 2019, elle remporte cette fois le siège avec 36 % des suffrages et entre au Parlement national,. Elle se rallie à la majorité parlementaire menée par Jeremiah Manele, qui la nomme ministre de la Culture et du Tourisme dans son gouvernement.